# 貝施山
78°11′S 84°43′W / 78.183°S 84.717°W
貝施山是南極洲的山峰，位於埃爾斯沃思地，屬於埃爾斯沃思山脈中森蒂納爾嶺的一部分，處於巴恩斯嶺南端，海拔高度1,210米，根據美國地質調查局的測量和美國海軍的空中照片被繪入地圖。